# Hermine Huntgeburth
Hermine Huntgeburth (Paderborn, 13 novembre 1957) è una regista e sceneggiatrice tedesca.

## Biografia
Si è diplomata alla Scuola Superiore per il Cinema di Amburgo e grazie una borsa di studio del Servizio Tedesco per lo scambio accademico ha approfondito gli studi di cinema a Sydney.  Ha scritto le prime sceneggiature e lavorato a teatro come aiuto regista fin da studentessa, ma l'esordio ufficiale come regista è arrivato solo nel 1991, con il film Im Kreise der Lieben, per il quale ha vinto il Premio Lola per il miglior regista emergente.
Nel 2001 ha vinto il Premio Adolf Grimme con il film televisivo Romeo. Il film del 2002 Bibi la piccola strega, un adattamento cinematografico dello spettacolo radiofonico per bambini Bibi Blocksberg, è stato un grande successo al box office, cosiccome il film successivo Masai bianca, che è stato film tedesco che ha incassato di più nella stagione cinematografica 2005-2006. Nel 2008 si è aggiudicata nuovamente il Premio Adolf Grimme con il film televisivo Teufelsbraten, basato sul romanzo di Ulla Hahn Das verborgene Wort, di cui nel 2016 ha diretto un sequel, Aufbruch.

## Filmografia parziale
- Im Kreise der Lieben (1991)
- Ein Falscher Schritt (1995)
- Bibi la piccola strega (Bibi Blocksberg) (2002)
- Masai bianca (Die weiße Massai ) (2005)
- Effi Briest (2009)
- Tom Sawyer  (2011)
- Le avventure di Huckleberry Finn (Die Abenteuer des Huck Finn) (2012)
- Un marito fedele (Männertreu) (2014)
- Lindenberg! Mach dein Ding (2020)